# 岸邊露伴在羅浮
《岸邊露伴在羅浮》（日语：岸辺露伴 ルーヴルへ行く），是日本漫畫家荒木飛呂彥的全彩漫畫作品，同時也是法國羅浮宮與漫畫界從2003年開始的合作計畫「BD Louvre」（當羅浮宮遇見漫畫）的第五部作品。本作以荒木作品《JoJo的奇妙冒險》的第四部《不滅鑽石》中的角色岸邊露伴為主角，講述一段圍繞著一件羅浮宮館藏「世界上最黑暗的畫」——「月下」展開的故事。
荒木於2007年加入「BD Louvre」，為了本作於2008年親自至羅浮宮進行為期兩天的取材。本作是荒木的首部全彩作品，於2009年在羅浮宮首度展出，後於2010年在法國推出單行本。日本方面，本作連載於集英社雜誌《Ultra Jump》2010年4月號至2010年6月號，獲得不錯的迴響。
改編真人版電影於2023年5月26日上映。

## 創作背景
2003年，法國羅浮宮發起了與漫畫界合作的 「BD Louvre」（當羅浮宮遇見漫畫）計畫，廣邀各國漫畫家創作以羅浮宮為題材的漫畫。以《JoJo的奇妙冒險》系列知名的日本漫畫家荒木飛呂彥於2007年獲邀加入了此項計畫，是計畫中第一位日本漫畫家，而本作則是計畫的第五部作品。
2008年秋，荒木繼2003年舉辦個人展覽「JOJO IN PARIS」後，再度造訪羅浮宮，進行為期兩天的取材。第一天荒木參訪了通常不對外開放的地下室和屋頂，第二天則在閉館後進行館內參訪。此行荒木也和未來之城出版社開會，討論漫畫的內容，包含頁數、書籍樣式、角色繪製等方面。
根據兩天的收穫，荒木創作了概念原稿，給BD Louvre發起人兼羅浮宮主任法布里斯·德瓦（Fabrice Douar）和時任羅浮宮館長亨利·羅亥特（任期2001年-2013年）過目。得到批准後，原稿可算是正式完成。到了2009年，荒木調整了平時的連載工作行程，挪出空間將原稿畫成成品。創作過程十分順利。本作的篇幅原定約60頁，後來因為加入了更多露伴的故事，而變成現在的123頁。本作以荒木飛呂彥作品《JoJo的奇妙冒險》的第四部《不滅鑽石》中的角色岸邊露伴為主角。對於原因，荒木表示：「如果起用一個新角色，光是要介紹他就得花掉幾十頁的篇幅，也很難放進一篇羅浮宮的故事裡。但如果是作者了解的角色，就算是面對新讀者也能有效介紹這個角色。」
本作是荒木飛呂彥的首部全彩漫畫作品。對於使用全彩的理由，荒木表示，「因為我聽說BD Louvre的前四部作品都是全彩的」，而且「這種機會很難得」。荒木將本作劃分成三個篇章，依序為以日本為背景的前篇、以法國巴黎為舞台的中篇，和到達羅浮宮地下室的後篇。每個篇章都有自己的色調，前篇是發生在日式旅館的過去，所以顏色採用Sepia（茶色系）；中篇用粉紅色為主色；後篇則以藍色系來呈現發生在地下室的情節。荒木認為若整部作品都用以往的用色模式，會讓讀者厭倦，故參考了法國漫畫家恩奇·畢拉、尼古拉·德魁西、馬克安端·馬修的作品。

## 劇情
本作以日本漫畫家岸邊露伴（27歲）詢問讀者「這個世界上最『黑』的顏色，你有看過嗎？」為開端。露伴接著介紹起一段發生在他17歲那年夏天的往事，當時他為了畫漫畫新人獎的投稿作品，而在S市杜王町的外婆家暫住了2個月。這間房子同時也當成旅館出租，露伴因此邂逅了一名剛離婚的女房客藤倉奈奈瀨（21歲）。談話中，奈奈瀨提到了一幅「黑中之最的畫」，又稱「邪惡之畫」，出自300年前的畫師山村仁左右衛門之筆，他用了一種取自老樹的「世上最黑」的顏料來作畫，結果因為傷害老樹而被判刑處死。幼時她故鄉的地主在倉庫裡發現了那幅畫，曾遠遠地瞄過一眼，後來畫被法國巴黎的羅浮宮買去。奈奈瀨以「與公認最美的畫《蒙娜麗莎》完全相反的一幅畫」來形容它。之後，奈奈瀨似乎遭遇了什麼悲傷之事，兩度不告而別，第二次離開後就再也沒有回來過，離開前流著淚將露伴以她的故事為藍本畫成的畫稿毀壞，從此音訊全無。到了秋天，露伴出版了重畫的畫稿，就此投身漫畫界，時間一下子過了10年。
某天，露伴在與東方仗助等友人聊天時，虹村億泰提到了他覺得露伴的臉很像《蒙娜麗莎》，勾起了露伴對「黑中之最的畫」的回憶。彷彿出於好奇心和青春的情思，露伴迅速動身前往羅浮宮，向羅浮宮出版部職員兼日語口譯野口詢問羅浮宮是否收藏有山村仁左右衛門的畫作，查到了一筆名為「月下」的館藏，但是收藏在倉庫不對外展出。離奇的是，「月下」的資料不僅無法查閱，而且還是收藏在早已廢棄的地下倉庫「Z-13」。在野口的申請下，露伴獲准與她、東洋美術部門的負責人高傑、兩名警備用的消防員一起前往，參觀時間限時5分鐘。
穿過迷宮般的地下通道後，五人到達了「Z-13」，的確發現了僅存的一幅畫，但尚未確定是否為「月下」。這時其中一名消防員遭到不明攻擊，頭部粉碎而亡，許多不明身分的「人」從暗處鑽了出來。高傑也跟著離奇被輾斃，身上留下兩道煞車痕。另外一名消防員和野口和「人」接觸後也陸續死亡。露伴察覺這些「人」都是「有血緣之親的前人」，並透過替身「天堂之門」（能把人書本化，並以文字讀取該人的人生）發現他們其實早就死了，是仁左右衛門被處刑的怨念融入了「月下」，讓畫作透過「前人的罪」來攻擊人們，被「前人」接觸到的人就會以其死法死亡。露伴也看見「月下」裡畫的女人就是奈奈瀨，她從畫脫離出來，在「前人」之中哭著向露伴道歉，表示自己無能為力。眼見無路可逃，為了消除「前人」，露伴只好用「天堂之門」在臉上寫下「刪除所有記憶」，發動後成功讓所有「前人」都消失了。
逃到安全處後，失去記憶的露伴看到手背上預先寫的「擦掉臉上的文字」，於是照著內容去做，將「刪除所有記憶」這行字給擦掉，恢復了記憶。事後，露伴說明，仁左右衛門使用的「闇黑顏料」其實是只會棲息在老樹裡的蜘蛛狀「闇黑生物」的顏色，畫在畫上後，顏料中的生物只要遇人就會結合仁左右衛門的怨念發動攻擊。「月下」當中畫的女人其實是仁左右衛門的妻子——岸邊奈奈瀨，也就是露伴的祖先，她從畫脫離出來找露伴，希望他能封印丈夫的心。露伴自忖，如果她當時沒有毀了畫稿，在他心中留下無法抹滅的記憶，他應該就無法在「月下」的攻擊下全身而退。如今，仁左右衛門和奈奈瀨已經解脫了，至於「月下」的下場則無從得知。

## 設定
月下
號稱「黑中之最的畫」，又稱「邪惡之畫」，出自300年前的日本畫師山村仁左右衛門之筆，收藏於羅浮宮的地下倉庫「Z-13」。仁左右衛門用了一種只有他知道的「世上最黑」的「闇黑顏料」，其取自樹齡達2000年的老樹。然而此舉觸犯法令，他被以傷害老樹的罪名判刑處死，怨念因此融入了這幅畫作中。
黑白畫像，描繪的人物是仁左右衛門的妻子岸邊奈奈瀨。「月下」會襲擊靠近它的人們，做法是召喚出人們有血緣關係的死去前人，人們只要碰觸到前人，就會以前人的死法死去。
「闇黑顏料」的顏色其實是只會潛伏在老樹中的蜘蛛狀「闇黑生物」的顏色，只要有人靠近，「闇黑生物」就會與仁左右衛門的怨念結合，對人發動攻擊。300年來它不停傷人，所以畫中的奈奈瀨才會去找露伴，希望他能幫忙消除怨念。根據露伴事後的調查，在1989年至日本購買此畫的羅浮宮館長至今仍下落不明，而之後據稱「月下」經過科學分析鑑定後決定燒毀，但事實不得而知。
Z-13倉庫
廢棄倉庫，與羅浮宮建築本體一樣建於拿破崙皇帝時代（約西元1793年），在大約30年前宣告廢棄，原因是館方擔心地球暖化導致附近的塞納河氾濫而損壞庫中館藏，於是將館藏全部移出至新倉庫。
此一倉庫純屬虛構，不過荒木在設定上參考了羅浮宮一間真實存在的廢棄倉庫，其廢棄理由正如「Z-13」那樣。

## 登場人物
包含主角岸邊露伴在內的部分角色出自《JoJo的奇妙冒險》第四部《不滅鑽石》，不過設定上稍有變動。本作主要角色的組成：漫畫家、美術館負責人、日語口譯和兩名消防員，一共五人，和荒木當時親身至羅浮宮取材時無異。
岸邊露伴
27歲，住在杜王町的人氣漫畫家。17歲時為了畫漫畫新人獎的投稿作品而暫住在經營旅館的外婆家，邂逅了女房客藤倉奈奈瀨（21歲），從她口中得知了收藏在羅浮宮的「黑中之最的畫」，又稱「邪惡之畫」的事。由於對她念念不忘，露伴在多年後踏上了羅浮宮之旅。
露伴的替身能力「天堂之門」可以將人變成書，讓他讀取別人的人生經驗或是想法，也可以利用寫入敘述改變對方的行為。
在訪談中，荒木表示，露伴在本作中的形象和正傳裡怪裡怪氣的氣質不太一樣。此外，露伴在本作的設定也與正傳有所出入，本作中他在17歲時才出道，正傳中他16歲就開始連載代表作《紅黑少年》，且登場年齡是20歲。其替身「天堂之門」的發動型態也和正傳略顯不同。
藤倉奈奈瀨
21歲，露伴外婆的房客。已婚，本來是不符合露伴外婆的租屋規定的，不過因為已經離婚，於是特別得到准許。其言行友善，對露伴畫的漫畫頗感興趣，與他越來越親密，但似乎藏有悲傷的心事。
她在和露伴聊天時提到她小時候看過「黑中之最的畫」，並把畫的作者山村仁左右衛門的故事以及先藏於羅浮宮的資訊都告訴了他。後來她逐漸露出情緒化的一面，例如時常哭泣，以及在得知露伴將她的故事畫成漫畫後，激動地用剪刀將手稿毀壞。毀壞手稿後她哭著不停道歉，之後就不知去向了。
10年後，到羅浮宮找到「黑中之最的畫」，亦即「月下」的露伴發現，奈奈瀨就是「月下」中畫的女人：繪者山村仁左右衛門的妻子奈奈瀨，舊姓岸邊，是露伴的祖先。岸邊奈奈瀨在丈夫被處死後傷心過度而死，並未留下子嗣。10年前她會出現在露伴面前是為了要促使他去找那幅畫，消除丈夫的怨恨，如今她和丈夫都已經解脫了。
野口
羅浮宮出版部職員兼日語口譯，因為露伴的調查請求而發現一筆奇怪的館藏資料「月下」，認為事有蹊蹺，於是聯繫東洋美術部門的負責人高傑，並和他們一起前往存放「月下」的地下倉庫Z-13。
到了「Z-13」，野口看見了自己之前一時疏忽而溺水死亡的兒子，不知這是「月下」所含怨念發動的攻擊，懷著愧疚的心情上前觸摸了他，結果也陷入了溺水狀態，死前仍不停說著她很抱歉。
高傑
羅浮宮東洋美術部門的負責人，接獲野口的通報而帶著露伴等人前往地下倉庫「Z-13」找「月下」，結果在「Z-13」被「月下」攻擊，慘遭輾斃，身上留下兩道煞車痕。
消防員（兩名）
兩名駐羅浮宮的消防員，因為保存「月下」的地下倉庫「Z-13」已廢棄多時，加上地道複雜如迷宮，為了確保安全而與露伴等人同行。後來眾人在「Z-13」被「月下」攻擊，消防員一人遭到槍擊而亡，另一人則是碰觸到死在戰場的「前人」而被射成蜂窩。

### 其他人物
露伴的外婆
在杜王町經營旅館，直到丈夫（露伴的外公）過世為止，訂有嚴格的租房條件，因此乏人問津。10年後，露伴在羅浮宮的倉庫「Z-13」看到外婆出現在「月下」召喚出來的「前人」行列，可推知她已經在這10年內去世。
山村仁左右衛門
「黑中之最的畫」，亦即「月下」的繪者，因作畫時用了一種取自老樹的「闇黑顏料」，被當局以傷害老樹的罪名處死，怨念成了詛咒融入了畫作之中。他的畫作被全數燒毀，只有「月下」倖免。
東方仗助、廣瀨康一、虹村億泰
《JoJo的奇妙冒險》第四部《不滅鑽石》的主角群，露伴的朋友，在本作中客串。露伴與三人閒聊時，意外被虹村億泰的話給勾起了對「黑中之最的畫」的回憶。

## 發表

### 法國
本作於2009年1月22日至4月13日在羅浮宮展出，與其他「BD Louvre」作品同台，是為首次亮相。2010年初，本作首先由未來之城出版社推出法文版的單行本，於3月下旬在羅浮宮內的書店搶先販售，4月8日開始在一般通路發售。此時日本已有部分書店和網路書店開放法語單行本的預購，後來因為迴響過大而暫時中止。

### 日本
在日本，本作與當時連載中的《JoJo的奇妙冒險》正傳第七部《飆馬野郎》同樣發表於集英社雜誌《Ultra Jump》，分成三個部分連載於2010年4月號至2010年6月號，每一期同時附上一篇介紹創作背後的訪談文章。連載版改採黑白印刷。本作於2010年3月19日發售的《Ultra Jump》2010年4月號開始連載，該期刊物同時也包含名為「JoJo的奇妙冒險第100.5卷」（JOJO'S BIZARRE ADVENTURE VOL.100.5）的附錄冊，做為《JoJo的奇妙冒險》系列單行本出版滿100卷的紀念。由於本作大受好評，《Ultra Jump》有史以來第一次進行補印，在原本的7萬份之外再追加3萬份，於4月3日上架。後來，《Ultra Jump》2010年5月號（2010年4月19日發售）刊載了本作的第二部分，正好《飆馬野郎》也在本期刊出最終話。本作的連載於2010年6月號（2010年5月19日發售）結束，該期雜誌同時也刊載了《JoJo的奇妙冒險》正傳第八部《JoJolion》的第一話，發售後供不應求，在原本的6萬3千份之外再追加3萬份，於6月3日上架。
日文單行本方面，《Ultra Jump》2010年4月號刊載的第一期訪談中提及，出版單行本的事宜已經在準備中，發售日期屆時將在《Ultra Jump》和網站「Ultra Jump Egg」宣布。後來，《Ultra Jump》2010年5月號同步刊登了全彩單行本的發行消息，發售日定於2011年5月19日，不過實際發售日期最後改為2011年5月27日，時間晚了一週。單行本採用全彩印刷，B5規格，共123頁。
此外，《Ultra Jump》附上的訪談現可在Ultra Jump Egg上瀏覽。

## 出版書籍
| 出版社         | 標題                | 出版日期      | ISBN                   | 來源          |
| -------------- | ------------------- | ------------- | ---------------------- | ------------- |
| 未來之城出版社 |                     | 2010年4月8日  | ISBN 978-2-75480-362-5 | [ 14 ] [ 29 ] |
| 集英社         |                     | 2011年5月27日 | ISBN 978-4-08782-379-0 | [ 17 ]        |
| 大辣出版社     |                     | 2018年12月4日 | ISBN 978-986-6634-89-5 | [ 30 ]        |
| NBM ComicsLit  | Rohan at the Louvre | 2012年4月1日  | ISBN 978-1-56163-615-0 | [ 31 ] [ 32 ] |
| 四川文艺出版社 |                     | 出版预定      | ISBN 978-7-5411-6446-0 |               |

## 評價
本作在日本書籍網站読書メーター上獲得多數用戶的好評，該網站根據全部223篇評論給出了73%的分數（截止至2020年9月）。
美國漫畫網站漫画书资源网的格雷格·伯格斯（Greg Burgas）將本作歸類為恐怖漫畫，給予「中上」的評價，認為荒木的畫工相當「美麗、奇妙」，值得稱讚，但故事方面有缺點，不只不夠恐怖，還太快就收尾。他也指出許多內容給出的解釋太簡便，質疑荒木想用盡可能少的篇幅來解釋一切，並對此評論道：「在恐怖題材的領域，最成功的作品要麼內容完全無法解釋，要麼解釋得很好，本作介於兩者之間，就不那麼吸引人的目光了。」美國《出版者周刊》的書評對本作讚譽有加，表示：「荒木的畫筆賦予本作一種哀傷深沉的氣氛，並以身姿靈動的角色和情感豐富的人物表情擄獲了人們的關注。」
美國網站The Manga Critic的書評認為本作值得推薦，評論道：「就算有點公式化，本作仍稱得上是一首富想像力的羅浮宮頌歌，呈現了羅浮宮的雄偉規模、歷史性和無上的尊貴。（……）本作在講述一個鬼故事和一個羅浮宮本身的故事之間，取得了近乎完美的平衡。」筆者指出，荒木畫出的性感角色有加分的作用，就算是最僵硬的角色，其肉體仍有一定的質感，至於人物們的豐唇和水潤的眼睛也是吸引讀者的點。然而，書評中對於人物扭曲的姿勢有所批評，筆者推測其設計目的是為了使畫面更立體，但結果適得其反，還顯得十分不自然。

## 真人電影
電影版於2023年5月26日上映，由高橋一生主演，飯豐萬理江飾演女主角。男女主角演員與製作團隊延續自NHK電視劇「岸邊露伴一動也不動」。電影於法國羅浮宮進行外景拍攝，是《萬能鑑定士Q -蒙娜麗莎之瞳-》（2014年）以來第二部獲得拍攝許可的日本電影。

### 登場人物（真人電影）
- 岸邊露伴：高橋一生[5]（青年期：長尾謙杜[23]）
- 泉京香：飯豐萬理江[5]
- 奈奈瀨：木村文乃[23]
- 辰巳隆之介：安藤政信[23]
- 艾瑪・野口：美波[23]

### 製作團隊（真人電影）
- 原作：荒木飛呂彥『岸邊露伴在羅浮』（集英社Ultra Jump愛藏版漫畫 刊）
- 導演：渡邊一貴
- 編劇：小林靖子
- 配樂：菊地成孔 / 新音樂制作工房
- 人物設計監修・衣裝設計：柘植伊佐夫
- 發行商：Asmik Ace
- 制作公司：Asmik Ace、NHK ENTERPRISES、P.I.C.S.
- 製作：「岸邊露伴在羅浮」製作委員會

## 外部連結
- 漫畫
  - UJE 特集記事 ARAKI HIROHIKO meets MUSEE DU LOUVRE report （页面存档备份，存于） - 単行本収録分の初出となったもの。WEB形式・初出ゆえに若干の差異がある。
  - ルーヴル美術館公式ホームページ『小さなデッサン展-漫画の世界でルーヴルを』 （页面存档备份，存于）
  - ルーヴル美術館公式ホームページにおける作品紹介（フランス語） （页面存档备份，存于）
  - Futuropolis社における作品紹介（フランス語） （页面存档备份，存于）

- 真人電影
  - 電影《岸邊露伴在羅浮》官方網站 （页面存档备份，存于）
  - 電影《岸邊露伴在羅浮》官方的X（前Twitter）
  - 電影《岸邊露伴在羅浮》官方的Instagram帳戶